# ادیب شیشکلی
ادیب فرزند حسن شیشکلی (زاده ۱۹۰۹ – درگذشته ۲۷ سپتامبر۱۹۶۴) او رئیس جمهور نظامی سوریه در مدت (۱۹۵۳ – ۱۹۵۴) بود.
وی از پدری عرب و مادری کرد در شهر حماه زاده شد و در برزیل درگذشت.